# جون إيفرت
جون إيفرت (بالإنجليزية: John Everett)‏ هو مجدف أمريكي، ولد في 10 سبتمبر 1954 في سالم في الولايات المتحدة.

## وصلات خارجية
- جون إيفرت على موقع الاتحاد الدولي للتجديف (الإنجليزية)
- جون إيفرت على موقع اللجنة الأولمبية الدولية (الإنجليزية)
- جون إيفرت على موقع أوليمبيديا (الإنجليزية)